# Kuniva
Von Carlisle, född 10 december 1976, mer känd som Kuniva, Hanz G och Rondell Beene, är en rappare från Detroit i USA. Han är medlem i hiphop-gruppen D12.

## Musikkarriär
År 1995 var Kuniva medlem i hiphopgruppen D12. Under 2001 arbetade han med D12 när de släppte sitt första album Devils Night.
Kuniva syntes 2002 i Eminems album Eminem Show med resten av D12 i låten 'When the Music Stops'. Han deltog även på albumet D12 World 2004.
Kuniva började en solokarriär 2010. Den 16 februari 2010 släppte han sin digitala mixtape Retribution. År 2011 släppte han sin Mixtape Midwest Marauders Vol.1, som följdes av Midwest Marauders 2 år 2012.
Den 12 april 2011 släppte D12 Return of the Dozen Pt. 2. där Kuniva deltog.

## Utmärkelser
Kuniva har som en del av D12, vunnit/varit nominerad till flera priser.
- Nominerad till Detroit Music Award (kategori Enastående Video / Major budget för "40 OZ.") -2005
- Nominerad till Detroit Music Award (kategori Enastående Video / Major budget för "mitt band") -2005
- Nominerad till Detroit Music Award (kategori Enastående nationellt enhetliga för "mitt band") -2005
- Nominerad till Detroit Music Award (kategori Utestående nationella Major Label Inspelning för "D12 World") -2005
- Nominerad till Detroit Music Award (kategori Enastående nationellt enhetliga för "Purple Hills") -2002
- Nominerad till Detroit Music Award (kategori hip hop-artisten Urban / Funk / Hip Hop) -2001
- Vann MTV Europe Music Award (kategori Bästa Hip-Hop lagen) -2004
- Nominerad till MTV Europe Music Award (kategori Bästa Grupp) -2004
- Nominerad till MTV Video Music Award (kategori Video of the Year för "mitt band") -2004
- Nominerad till MTV Video Music Award (kategorin Bästa grupp video för "mitt band") -2004
- Nominerad till MTV Video Music Award (kategorin Bästa Rap Video för "mitt band") -2004
- Vann Teen choice Award (kategori Favorit Rap Artist) -2004

## Diskografi

### Samarbeten
- The Underground EP with D12 (1996)
- Devil's Night with D12 (2001)
- Limited Edition Mixtape: Please Bootleg This Album with D12 (2004)
- D12 World with D12 (2004)
- Return of the Dozen with D12 (2008)
- Return of the Dozen Vol. 2 with D12 (2011)

### Mixtapes
- Kuniva Presents: Retribution... The Mixtape (Solo, 2010)
- Kuniva Presents: Midwest Marauders (Solo, 2011)
- Kuniva Presents: Midwest Marauders II (Solo, 2012)
- Kuniva Presents: Lost Gold (solo, 2012)